# Tokuma Japan Communications
Tokuma Japan Communications (ook wel kortweg Tokuma of Tokuma Japan) is een Japans platenlabel.

## Geschiedenis
Tokuma Japan werd in 1965 opgericht en kwam in 1972 in handen van de uitgeverij Tokuma Shoten. Een sublabel was Jazzline, waarop jazz uitkwam. In 2001 werd het na het overlijden van eigenaar Tokuma (in 2000) verkocht aan de elektronicafabrikant Daiichi Kosho (bekend van zijn karaoke-machines), die het label daarna voortzette. 

## Artiesten
Op Tokuma is onder meer muziek (opnieuw) uitgekomen van 
JazzOrnette Coleman, James "Blood" Ulmer, Sonny Clark, Duke Pearson, Sahib Shihab, John Scofield, Cecil Taylor, Albert Ayler, Derek Bailey, Steve Kuhn, Harold Mabern en Francesco Cafiso.
Popmuziek,  rock en metalVirgin Prunes, The Smiths, Green on Red, Sonic Youth, Robert Wyatt, The Woodentops, Tuxedomoon, Honeymoonkillers, Perfume, Loudness, Alice Nine, Exist Trace en The Stalin.